# آلان أرمسترونغ
آلان أرمسترونغ (بالإنجليزية: Alan Armstrong)‏ (15 ديسمبر 1939)؛ محامي، كاتب للأطفال وروائي أمريكي.